# Resolució 670 del Consell de Seguretat de les Nacions Unides
La Resolució 670 del Consell de Seguretat de les Nacions Unides, adoptada el 25 de setembre de 1990 després de recordar les resolucions 660 (1990), 661 (1990), 662 (1990), 665 (1990), 665 (1990), 666 i 667 del Consell de Seguretat de les Nacions Unides (1990) sobre el tema de l'Iraq, el Consell va condemnar la ocupació iraquiana de Kuwait, la violència contra els ciutadans de Kuwait i el seu desafiament a les resolucions del Consell de Seguretat. També va assenyalar l'expulsió de diplomàtics iraquians de diversos països. Com a conseqüència, el Consell va decidir imposar noves sancions a l'Iraq, relatives a l'aviació civil.
Actuant sota el Capítol VII de la Carta de les Nacions Unides, el Consell va demanar a tots els Estats membres que respectin estrictament les sancions internacionals contra l'Iraq, confirmant que les sancions imposades a la resolució 661 (1990) també s'apliquen als avions, decidint que:
(a) Els Estats membres haurien de denegar el permís d'avió per sortir del seu territori si havien de transportar-se a l'Iraq o ocupar Kuwait, excloent l'assistència mèdica i [humanitària] i els recursos per als Grup d'Observadors Militars de les Nacions Unides per Iran i Iraq;
(b) Els Estats membres haurien de negar el permís a qualsevol avió destinat a Iraq o Kuwait a sobrevolar el seu territori, tret que sigui aprovat pel Comitè del Consell de Seguretat, mitjançant una inspecció que no incompleixi la Resolució 661, o que estigui certificada per ser utilitzada pel Grup d'Observadors Militars;
(c) Els Estats membres haurien de prendre les mesures necessàries perquè tots els seus avions compleixin amb la resolució 661 i cooperin entre ells en fer-ho;
(d) Els Estats membres han de detenir els vaixells iraquians que entrin als seus ports, llevat que sigui per a finalitats humanitàries, per salvaguardar la vida humana.
També va recordar als països que, en virtut de la Resolució 661 (1990), continuen congelant els actius iraquians protegint els del "govern legítim de Kuwait" i sancionen diplomàtics iraquians. Addicionalment, el Consell va demanar a tots els Estats membres que cooperessin amb el Comitè del Consell de Seguretat per proporcionar informació sobre les mesures que s'adoptaran per implementar les disposicions de la resolució actual.
Finalment, el Consell va advertir que qualsevol estat que evadeixi la resolució 661 (1990) podria tenir mesures contra ell, al mateix temps que recorda a l'Iraq les seves obligacions segons el Quart Conveni de Ginebra.
La resolució 670, la novena per condemnar l'Iraq per la seva invasió a Kuwait, va ser aprovada per 14 vots a favor, el vot en contra de Cuba i sense abstencions.